# Blokersi (serial animowany)
Blokersi (ang. The PJs, 1998–2002) – amerykański serial animowany dawniej emitowany w Polsce na kanale Wizja Jeden.

## Bohaterowie
- Thurgood Stubbs

- Muriel Stubbs

- Mrs. Avery

- Lucky the Dog

- Jimmy Ho

## Wersja polska
Wersja polska: Synthesis Media
Reżyseria: Miriam Aleksandrowicz
Dialogi: Adam Kober
Dźwięk i montaż: Monika Szuszkiewicz, Piotr Bielawski
Kierownictwo produkcji: Ewa Borek
Udział wzięli:
- Marcin Troński – Thurgood
- Jan Aleksandrowicz-Krasko – Tarnell
- Dorota Kawęcka
- Jacek Bończyk
- Teresa Lipowska
- Jarosław Domin
- Cezary Kwieciński
- Joanna Wizmur
- Agnieszka Matysiak
- Krzysztof Zakrzewski
- Jacek Czyż
- Jakub Truszczyński
- Zbigniew Borek

i inni
Śpiewali:
Olga Bończyk, Monika Wierzbicka, Jacek Bończyk

## Spis odcinków
| N/o            | Polski tytuł | Angielski tytuł                      |
| -------------- | ------------ | ------------------------------------ |
|                |              |                                      |
| SERIA PIERWSZA |              |                                      |
|                |              |                                      |
| 01             |              | Hangin' With Mr. Super               |
|                |              |                                      |
| 02             |              | Bones, Bugs, & Harmony               |
|                |              |                                      |
| 03             |              | The Door                             |
|                |              |                                      |
| 04             |              | Journal Fever                        |
|                |              |                                      |
| 05             |              | Rich Man, Porn Man                   |
|                |              |                                      |
| 06             |              | Bougie Nights                        |
|                |              |                                      |
| 07             |              | A Hero Aint Nothin But A Super       |
|                |              |                                      |
| 08             |              | He's Gotta Have It                   |
|                |              |                                      |
| 09             |              | Boyz N The Woods                     |
|                |              |                                      |
| 10             |              | Operation Gumbo Drop                 |
|                |              |                                      |
| 11             |              | U Go Kart                            |
|                |              |                                      |
| 12             |              | House Potty                          |
|                |              |                                      |
| 13             |              | Haiti Sings The Blues                |
|                |              |                                      |
| 14             |              | How the Super Stoled (sic) Christmas |
|                |              |                                      |
| 15             |              | Scarthroat                           |
|                |              |                                      |
| SERIA DRUGA    |              |                                      |
|                |              |                                      |
| 16             |              | Home School Dazed                    |
|                |              |                                      |
| 17             |              | The Postman's Always Shot Twice      |
|                |              |                                      |
| 18             |              | The Preacher's Life                  |
|                |              |                                      |
| 19             |              | The HJs                              |
|                |              |                                      |
| 20             |              | Haiti & The Tramp                    |
|                |              |                                      |
| 21             |              | Smokey the Squatter                  |
|                |              |                                      |
| 22             |              | Weave's Have A Dream                 |
|                |              |                                      |
| 23             |              | Let's Get Ready To Crumble           |
|                |              |                                      |
| 24             |              | Who Da Boss?                         |
|                |              |                                      |
| 25             |              | Fear Of A Black Rat                  |
|                |              |                                      |
| 26             |              | Ghetto Superstars                    |
|                |              |                                      |
| 27             |              | What's Eating Juicy Hudson?          |
|                |              |                                      |
| 28             |              | Cliffhangin' With Mr. Super          |
|                |              |                                      |
| 29             |              | The Jeffersons                       |
|                |              |                                      |
| 30             |              | Robbin' HUD                          |
|                |              |                                      |
| 31             |              | The Last Affirmative Action Hero     |
|                |              |                                      |
| 32             |              | Parole Officer and a Gentleman       |
|                |              |                                      |
| SERIA TRZECIA  |              |                                      |
|                |              |                                      |
| 33             |              | Boyz Under The Hood                  |
|                |              |                                      |
| 34             |              | New Years Eve Special: Scarthroat    |
|                |              |                                      |
| 35             |              | Smoke Gets In Your High Rise         |
|                |              |                                      |
| 36             |              | National Buffoon's European Vacation |
|                |              |                                      |
| 37             |              | Cruising For A Bluesing              |
|                |              |                                      |
| 38             |              | It Takes A Thurgood                  |
|                |              |                                      |
| 39             |              | Miracle Cleaner on 134th Street      |
|                |              |                                      |
| 40             |              | Survival: In Tha Hood                |
|                |              |                                      |
| 41             |              | Let's Get Ready To Rumba             |
|                |              |                                      |
| 42             |              | A Race To His Credit                 |
|                |              |                                      |
| 43             |              | Red Man's Burden                     |
|                |              |                                      |
| 44             |              | Clip Show                            |
|                |              |                                      |
| 45             |              | Untitled Episode                     |
|                |              |                                      |
| 46             |              | Thurgood, Boxer                      |
|                |              |                                      |
| 47             |              | Richness Is M                        |
|                |              |                                      |
| 48             |              | Untitled Last Episode                |
|                |              |                                      |

## Międzynarodowa emisja
| Kraj              | Stacja(e)                | Tytuł serii w kraju |
| ----------------- | ------------------------ | ------------------- |
| Andora            | La 2                     | Los PJs             |
| Brazylia          | FOX                      | Os PJs              |
| Kanada            | Adult Swim               | The PJs             |
| Hiszpania         | Gran Vía La 2            | Los PJs             |
| Polska            | Wizja Jeden              | Blokersi            |
| Stany Zjednoczone | FOX The WB               | The PJs             |
| Szwecja           | ZTV                      | PJs                 |
| Wielka Brytania   | Bravo Bravo +1 Channel 4 | The PJs             |